# Dumah
Dumah (in ebraico דומה ovvero essere muto o silenzioso), nella letteratura rabbinica, è l'angelo che riceve le anime dei morti e annuncia l'arrivo dei nuovi venuti. Dumah in aramaico significa silenzio. È una figura popolare nel folclore yiddish. È colui che divide le anime dei giusti da quelle dei corrotti e li accompagna ogni sera nell'Hazarmavet, la valle dove mangiano e bevono in perfetto silenzio. Secondo molti studiosi, tale cena delle anime avverrebbe solo la sera dello Shabbath e non ogni giorno. Originariamente Dumah dovrebbe essere stato l'angelo guardiano dell'Egitto, e solo in seguito all'Esodo sarebbe stato trasferito agli Inferi.

## Curiosità
- Dumah è il nome di uno dei dodici figli di Ismaele e il "fardello di Dumah" viene menzionato in Isaia 21:11 come una possibile profezia.
- Dumah è una città associata ai discendenti di Ismaele, conosciuta nell'impero assiriaco come Adummatu. La città esiste ancora oggi e viene chiamata Dumat al-Jandal.
- Dumah compare anche nell'antologia Short Friday di Isaac Bashevis Singer, dove viene menzionato come un "angelo della morte con mille occhi, armato di una spada fiammeggiante".